# مذبحة تولسا العرقية
مذبحة تولسا العرقية وتسمَّى أيضًا مذبحة غرينوود أو مذبحة وول ستريت الأسود وقعت المذبحة في يومى 31 مايو و1 يونيو عام 1921، عندما هاجم حشود من السكان البيض السكان السود والشركات المملوكة لهم في منطقة غرينوود في تولسا، أوكلاهوما، كثير من هؤلاء تم امرهم وأعطوا الأسلحة من قبل مسؤولي المدينة. قام الهجوم بتدمير أكثر من 35 مربع سكني في ذلك الوقت كانت هذه المنطقة أغنى مجتمع يسكنه الأمريكيون من أصول أفريقية في الولايات المتحدة، عرفت المنطقة أيضا باسم «وول ستريت الأسود. تم إدخال أكثر من 800 شخص إلى المستشفيات وتم احتجاز ما يصل إلى 6000 من السكان السود في مرافق كبيرة، وتم اعتقال العديد منهم لعدة أيام. سجَّل مكتب أوكلاهوما للإحصاءات رسميا 36 قتيلا. في عام 2001، أكَّد فحص لجنة الدولة للأحداث 36 قتيلا وهم 26 أسود و10 من البيض.
بدأت المجزرة خلال عطلة نهاية الأسبوع يوم الذكرى بعد اتهام ديك رولاند تاجر الأحذية الأسود البالغ من العمر 19 عامًا، بالاعتداء على سارة بيج، مشغلة المصاعد البيضاء البالغة من العمر 17 عامًا، تم احتجازه. بعد الاعتقال، انتشرت شائعات عبر المدينة بأن ديك رولاند كان سيتم إعدامه. عند سماع تقارير عن تجمع حشد من المئات من الرجال البيض حول السجن حيث تم احتجاز ديك رولاند، وصل 75 رجل أسود، بعضهم مسلحون، إلى السجن بنية ضمان عدم اعدام ريك رولاند. أقنع المأمور مجموعة الرجال السود بمغادرة السجن. بينما كانوا يغادرون المبنى، امتثالًا لطلب المأمور، حاول عضو من حشد الرجال البيض نزع سلاح أحد الرجال السود. تم إطلاق رصاصة، ثم وفقا لتقارير المأمور «عمّت الفوضى». في نهاية القتال، كان هناك 12 قتيلا 10 أبيض و 2 أسود. دب العنف في أرجاء المدينة مع انتشار أنباء هذه الوفيات. دارت أعمال الشغب البيضاء في الأحياء التي يسكنها الأمريكيون من أصول أفريقية في تلك الليلة وصباح اليوم التالي مما أسفر عن القتل والحرق والنهب للمتاجر والمنازل، تمكنت قوات الحرس الوطني في أوكلاهوما من السيطرة على الوضع بإعلان الأحكام العرفية في حوالي ظهر اليوم الثاني. تم ترك حوالي 10000 شخص بلا مأوى، وبلغت الأضرار في الممتلكات أكثر من 1.5 مليون دولار في العقارات و750 ألف دولار في الممتلكات الشخصية (ما يعادل 32.25 مليون دولار في عام 2019). لم يتم استرداد ممتلكاتهم أبداً ولم يتم تعويضهم عنها.